# Collin Murray-Boyles
Collin Joseph Murray-Boyles (Columbia, Carolina del Sur, 10 de junio de 2005) es un baloncestista estadounidense que pertenece a la plantilla de los Toronto Raptors de la NBA. Con 2,01 metros de estatura, juega en la posición de ala-pívot. 

## Trayectoria deportiva

### Universidad
Jugó dos temporadas con los Gamecocks de la Universidad de Carolina del Sur, en las que promedió 13,8 puntos, 7,1 rebotes, 2,1 asistencias, 1,3 robos de balón y 1,2 tapones por partido. Al término de su primera temporada fue incluido en el mejor quinteto freshman de la Southeastern Conference, mientras que al año siguiente lo sería en el segundo mejor quinteto de la conferencia.
Tras finalizar su segunda temporada, se declaró elegible para el Draft de la NBA, renunciando así al resto de su elegibilidad universitaria.

#### Estadísticas
| Año     | Equipo         | PJ | PT | MPP  | %TC  | %3P  | %TL  | RPP | APP | ROB | TPP | PPP  |
| ------- | -------------- | -- | -- | ---- | ---- | ---- | ---- | --- | --- | --- | --- | ---- |
| 2023–24 | South Carolina | 28 | 19 | 22.8 | .597 | .000 | .667 | 5.7 | 1.8 | 1.0 | 1.0 | 10.4 |
| 2024–25 | South Carolina | 32 | 32 | 30.6 | .586 | .265 | .707 | 8.3 | 2.4 | 1.5 | 1.3 | 16.8 |
| Total   | Total          | 60 | 51 | 27.0 | .590 | .231 | .695 | 7.1 | 2.1 | 1.3 | 1.2 | 13.8 |

### Profesional
Fue elegido en la novena posición del Draft de la NBA de 2025 por los Toronto Raptors.